# Goldene Blume von Rheydt

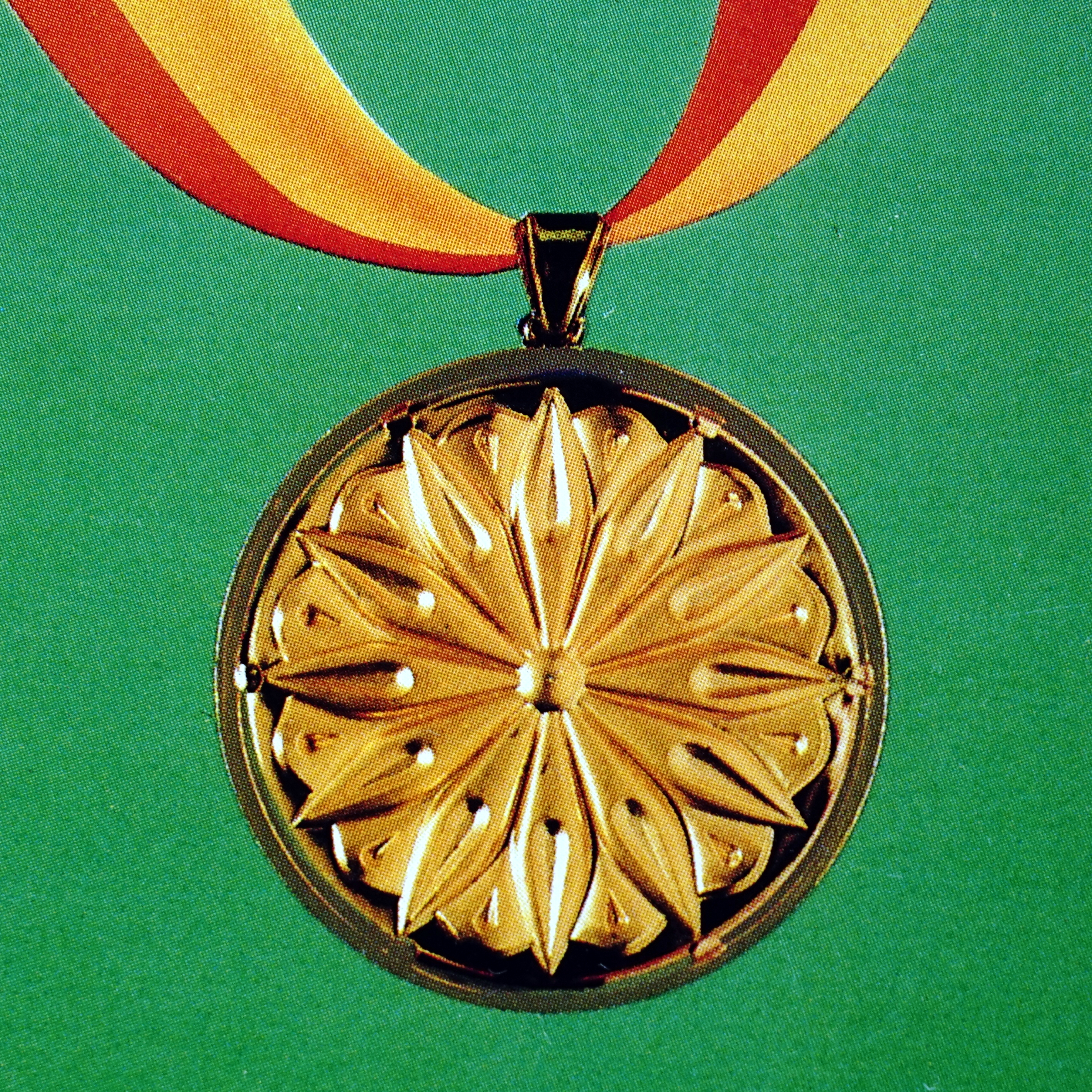
Medaille zum Ehrenpreis Goldene Blume von Rheydt ab 1969

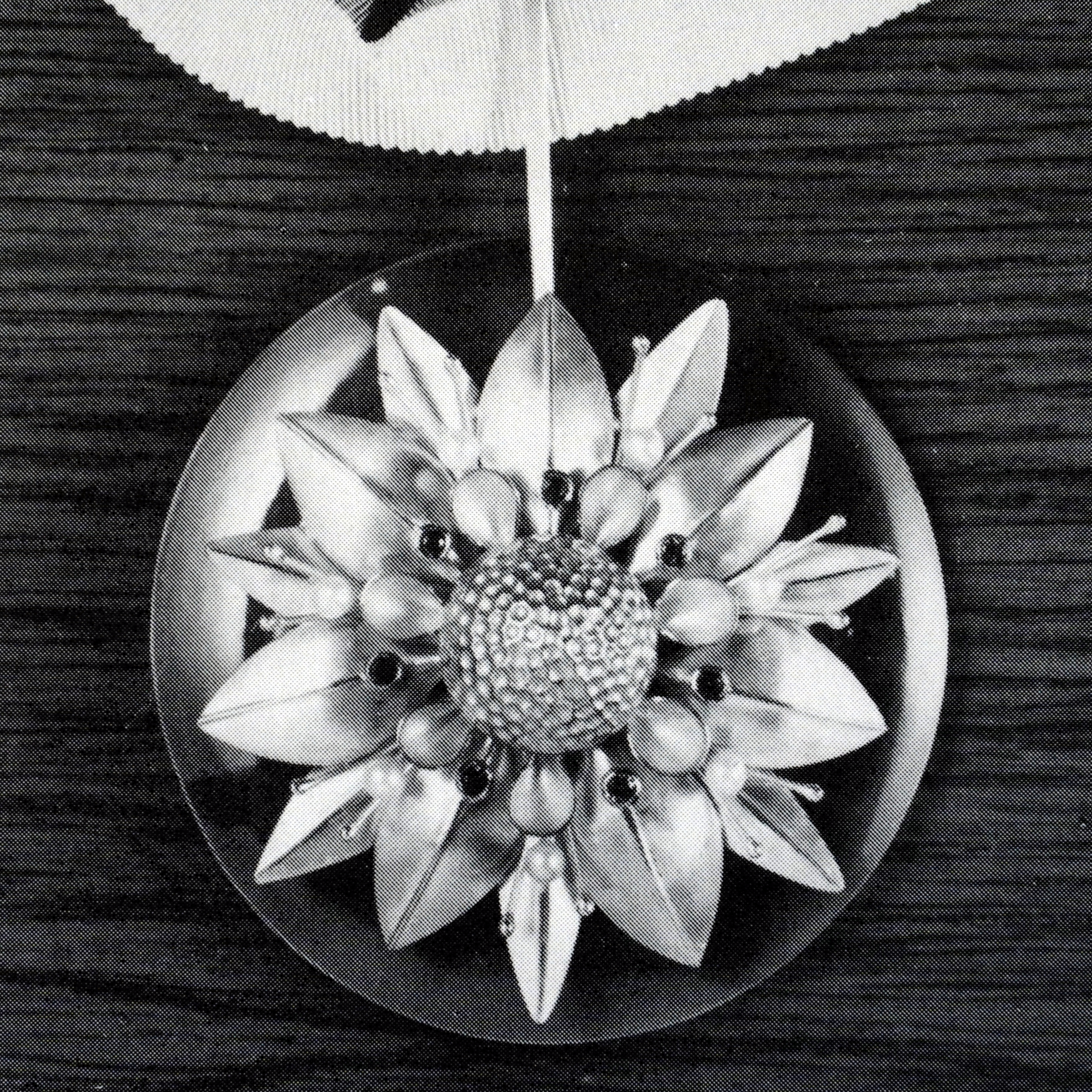
Medaille zum Ehrenpreis Goldene Blume von Rheydt, 1967

Die Goldene Blume von Rheydt gilt als ältester deutscher Umweltschutzpreis und wird alle zwei Jahre von der Stadt Mönchengladbach verliehen. 
Der undotierte Preis besteht aus einer Urkunde und einer goldenen stilisierten Dahlie in Medaillenform an einem gelb-roten Band. Er wird seit 1967 von der damals selbständigen Stadt Rheydt und von 1975 an von der Stadt Mönchengladbach an Personen oder Institutionen vergeben, die sich für die Erhaltung von Umwelt und Natur einsetzen.
Die Preisträger werden durch das Kuratorium für die Verleihung der Goldenen Blume von Rheydt ausgewählt. Darunter sind der Vorsitzende Karl Hans Arnold und der Oberbürgermeister von Mönchengladbach als stellvertretender Vorsitzender. Die Preisverleihung findet traditionell am zweiten Sonntag im September, dem Rheydter Blumensonntag im Rahmen eines Festaktes im Theater Mönchengladbach statt.

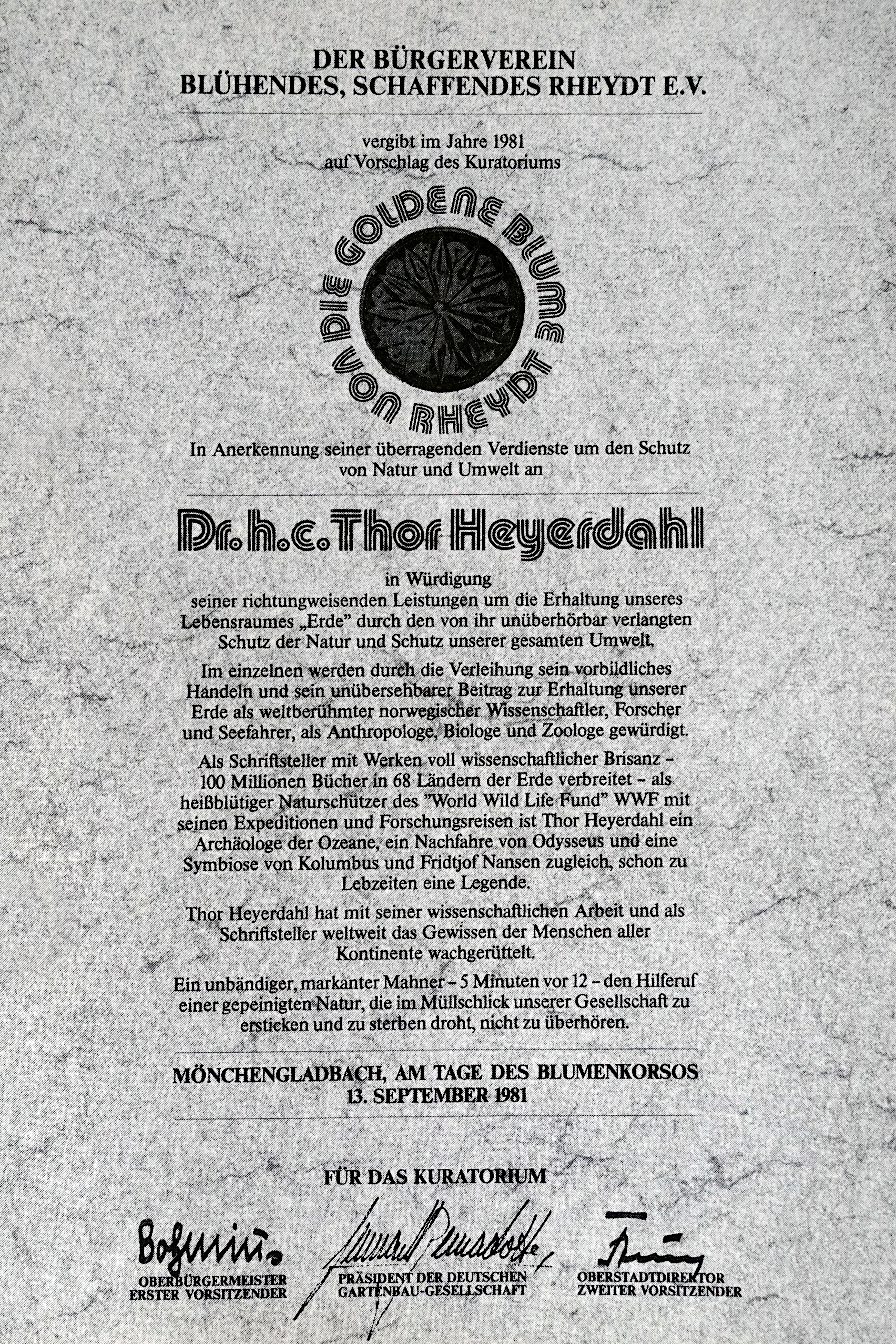
Urkunde für Thor Heyerdahl, 1981

## Geschichte
In den 1950er-Jahren wurde die im Krieg stark zerstörte Stadt Rheydt wieder aufgebaut, die Einwohnerzahl stieg rasch an und auch wirtschaftlich und kulturell begann die Stadt wieder zu erblühen. Es entstand bei Politikern und engagierten Bürgern der Wunsch, eine regelmäßig stattfindende Großveranstaltung ins Leben zu rufen, die das Zusammengehörigkeitsgefühl der Einwohner stärken und sich darüber hinaus als Symbol für die Stadt etablieren sollte.
Im Jahr 1957 initiierte Oberbürgermeister Wilhelm Schiffer die Planung einer Festwoche durch einen Arbeitsausschuss. Schon im September 1958 fand dank der Unterstützung von Rheydter Unternehmern, Geschäftsleuten und Bürgern in Rheydt die erste Blumenwoche statt mit Veranstaltungen unterschiedlicher Art und einem Blumenkorso am Blumensonntag zum Abschluss. Das Fest fand bei den Rheydtern und zahlreichen auswärtigen Besuchern großen Anklang, sodass sich aus dem Arbeitsausschuss der Bürgerverein Blühendes, schaffendes Rheydt e. V. gründete, um von nun an jedes Jahr eine Blumenwoche zu planen. Diese fand bis 1991 in Rheydt statt. Seitdem gibt es in der Stadt aus Kostengründen lediglich den jährlich stattfindenden Blumensonntag, organisiert vom Rheydter Citymanagement. Auch der Blumenkorso findet nur noch sporadisch und in stark reduzierter Form statt. Lediglich im Jahr 2008, zum 50-jährigen Jubiläum, stellte man noch einmal einen Korso mit 40 Blumenwagen, 17 Musikkapellen und einer großen Anzahl an Fußgruppen auf die Beine, der am Blumensonntag durch Rheydt zog.
Der Ehrenpreis Goldene Blume von Rheydt wurde erstmals anlässlich der Blumenwoche im Jahr 1967 vom Bürgerverein Blühendes, schaffendes Rheydt verliehen. Der Verein hatte die Richtlinien für die Verleihung des Preises in acht Punkten festgelegt.

„3.
Der Preis soll in jedem zweiten Jahr an eine Persönlichkeit verliehen werden, die sich um die Erhaltung und Vertiefung der Beziehungen zwischen Mensch und Natur verdient gemacht hat, sei es durch eigenes tatkräftiges und beispielhaftes Handeln, sei es durch hervorragendes Wirken in Politik, Kunst oder Wissenschaft.“

„6.
Das Kuratorium entscheidet über die Person des jeweiligen Preisträgers mit Stimmenmehrheit. Bei der Entscheidung dürfen politische, nationale, konfessionelle oder rassische Gesichtspunkte in keiner Weise hindernd ins Gewicht fallen. Die Mitglieder des Kuratoriums sind unabhängig und an keine Weisungen gebunden.“

Der Düsseldorfer Goldschmiedemeister Paul Hartkopf wurde mit dem Entwurf der Medaille beauftragt. Der erste Preisträger, Graf Lennart Bernadotte af Wisborg, trat Anfang 1968 auf Einladung dem Kuratorium bei und hatte dessen Vorsitz bis 1986 inne. Er war maßgeblich daran beteiligt, dass das Design der Medaille schon nach der ersten Preisvergabe verändert wurde.

## Preisträger
| Jahr | Preisträger                          | Funktion |
| ---- | ------------------------------------ | --- |
| 1967 | Graf Lennart Bernadotte              | Präsident der Deutschen Gartenbau-Gesellschaft, Sprecher des Deutschen Rates für Landespflege |
| 1969 | Pierre Schneiter                     | ehemaliger Präsident der Französischen Nationalversammlung, Vorsitzender des Französischen Gartenbauverbandes |
| 1971 | Prinz Bernhard der Niederlande       | Präsident des World Wildlife Fund (WWF) |
| 1973 | Ernst Schröder                       | langjähriger Präsident des Zentralverband Gartenbau |
| 1975 | Franz Burda                          | Stellvertretender Präsident des Stiftungsrates des WWF Deutschland |
| 1977 | Heinz Sielmann                       | Naturforscher und -filmer, geboren in Rheydt |
| 1979 | Alfred Auer                          | Direktor des Stadtgartens von Wien |
| 1981 | Thor Heyerdahl                       | norwegischer Forscher und Abenteurer |
| 1983 | Russel E. Dickenson                  | ehemaliger Direktor des National Park Service der USA |
| 1985 | Gerhard Olschowy                     | ehemaliger Leiter der Bundesforschungsanstalt für Naturschutz und Landschaftsökologie |
| 1987 | Hannelore Schmidt                    | Gründerin der Stiftung zum Schutze gefährdeter Pflanzen |
| 1989 | Gunnar Brusewitz                     | schwedischer Maler und Autor |
| 1991 | Akira Miyawaki                       | Direktor des Instituts für Umweltwissenschaften der Universität Yokohama |
| 1993 | Klaus Töpfer                         | Bundesumweltminister |
| 1995 | Karl Lehmann                         | Vorsitzender der Deutschen Bischofskonferenz |
| 1997 | Ursula und Gunter Konrad             | Mönchengladbacher Förderer der Asmat-Kultur Papua-Neuguineas |
| 1999 | Gräfin Sonja Bernadotte              | Präsidentin der Deutschen Gartenbau-Gesellschaft und langjährige Betreiberin der Blumeninsel Mainau, Ehefrau des ersten Preisträgers |
| 2001 | Klaus Steilmann                      | Textilunternehmer |
| 2003 | Reinhold Ewald                       | Wissenschaftsastronaut, geboren in Mönchengladbach |
| 2005 | Clean-up MG e.V.                     | Initiative zur Reinhaltung der Stadt Mönchengladbach |
| 2007 | Franz Alt                            | Journalist und Autor |
| 2009 | Claus Hipp                           | Geschäftsführer des Nahrungsmittel- und Babykostherstellers Hipp |
| 2011 | Peter Maffay                         | Musiker, für soziales Engagement für benachteiligte Kinder und Jugendliche |
| 2013 | Ranga Yogeshwar                      | Wissenschaftsjournalist, Physiker und Moderator |
| 2015 | Arved Fuchs                          | Expeditionsleiter und Polarexperte, für besondere Verdienste um die Erhaltung und Vertiefung der Beziehung zwischen Mensch und Natur |
| 2017 | Gräfin Bettina Bernadotte af Wisborg | Betreiberin der Blumeninsel Mainau, für Schutz und der Erhalt der Natur, Tochter der Preisträgerin 1999 |
| 2019 | Michael Braungart                    | Gründer und wissenschaftlicher Geschäftsführer von EPEA, einem internationalen Umweltforschungs- und Beratungsinstitut (Hauptsitz Hamburg), Mitbegründer und wissenschaftlicher Leiter von McDonough Braungart Design Chemistry (Charlottesville, Virginia, USA) und des Hamburger Umweltinstituts e.V. (HUI) |
| 2021 | Hannes Jaenicke                      | Schauspieler, Autor, Dokumentarfilmer |
| 2023 | Christoph Ingenhoven                 | Architekt, Vorreiter im Bereich nachhaltiges Bauen, Gründer von ingenhoven associates |